# Yasuhito Suzuki
Yasuhito Suzuki (jap. 鈴木 康仁 Suzuki Yasuhito; ur. 19 grudnia 1959) – japoński piłkarz, reprezentant kraju.

## Kariera klubowa
Od 1978 do 1982 roku występował w klubie Yanmar Diesel.

## Kariera reprezentacyjna
W reprezentacji Japonii Yasuhito Suzuki zadebiutował 22 grudnia 1980 roku. W sumie w reprezentacji wystąpił w 4 spotkaniach.

## Statystyki
| Reprezentacja Japonii | Reprezentacja Japonii | Reprezentacja Japonii |
| Rok                   | Mecze                 | Gole                  |
| --------------------- | --------------------- | --------------------- |
| 1980                  | 4                     | 0                     |
| Razem                 | 4                     | 0                     |